# Succession d'Élisabeth Ire

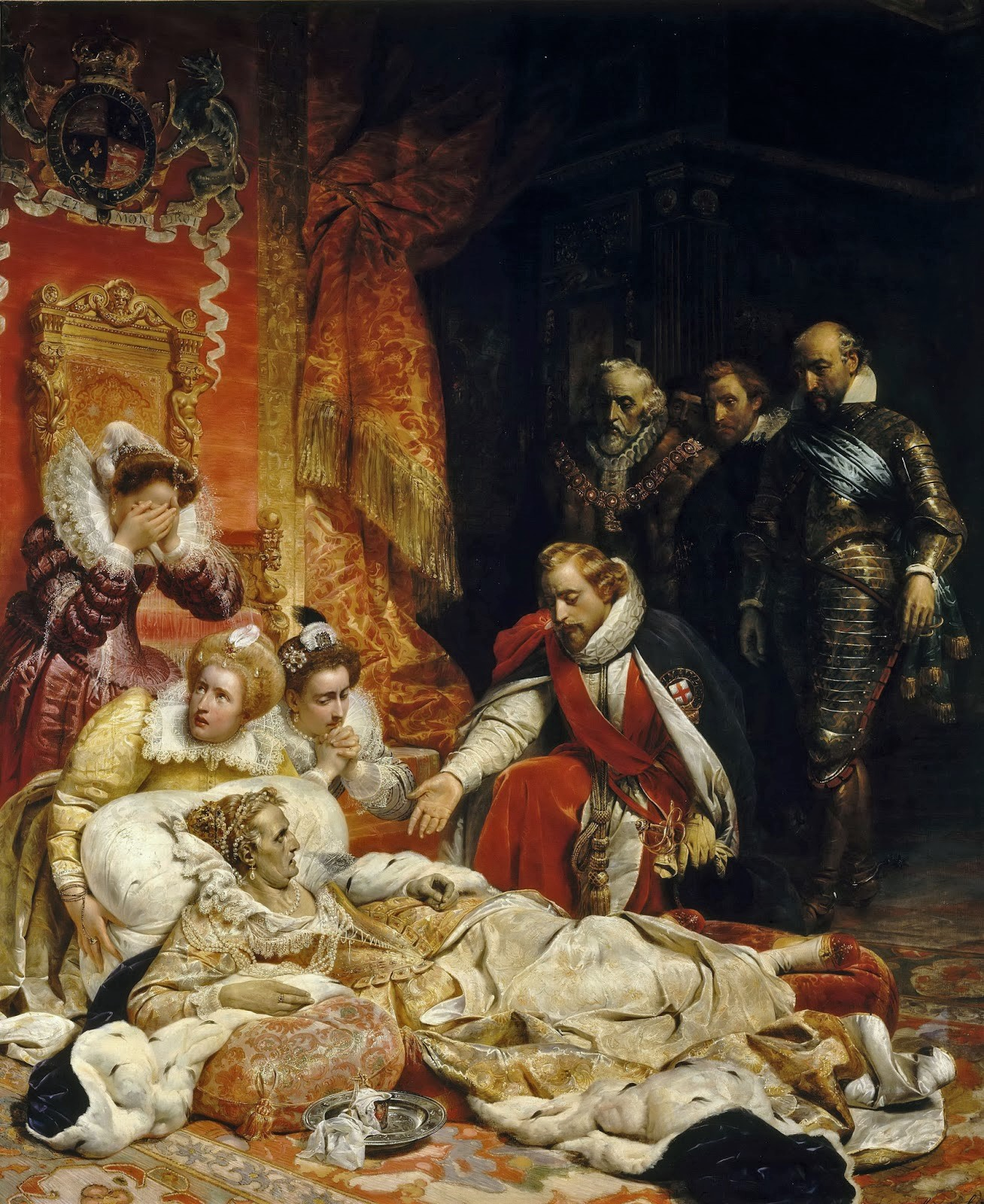
Peinture allégorique de la couronne passant d'Elizabeth I à Jacques I, par Paul Delaroche (1828)

La succession d'Élisabeth Ire, sans enfant, était une question ouverte depuis son accession au trône en 1558 jusqu'à sa mort en 1603, lorsque la couronne passa à Jacques VI d'Écosse. Alors que l'accession de Jacques s'est bien déroulée, la succession avait fait l'objet de nombreux débats pendant des décennies. Il a également, dans certains points de vue savants, été un facteur politique majeur de tout le règne. Des aspects distincts ont acquis leur propre nomenclature : le « complot de Norfolk » et la « crise d'exclusion élisabéthaine » de Patrick Collinson.
Les sujets de débat sont restés obscurcis par l'incertitude.
Élisabeth Ire rechignait à établir l'ordre de succession sous quelque forme que ce soit, probablement parce qu'elle craignait pour sa propre vie une fois qu'un successeur aurait été nommé. Elle s'inquiétait également de la formation de relations productives entre l'Angleterre et l'Écosse, mais dont les bastions catholiques et presbytériennes étaient résistants au leadership féminin. Les femmes catholiques qui seraient soumises au Pape et non au droit constitutionnel anglais ont été rejetées.
Le testament d'Henri VIII avait nommé un homme et sept femmes vivant à sa mort en 1547 comme ligne de succession :
1. son fils Édouard VI,
2. Marie Ire,
3. Élisabeth Ire,
4. Frances Brandon Gray,
5. Jeanne Gray,
6. Catherine Gray,
7. Marie Gray,
8. Eleanor Brandon Clifford,
9. Margaret Clifford (fille de la dernière).

La position juridique a été tenue par un certain nombre d'autorités pour s'articuler sur des questions telles que le statut De natis ultra mare d'Édouard III, et la volonté d'Henri VIII. Leur candidature a suscité des opinions différentes. Les questions politiques, religieuses et militaires prédominent plus tard sous le règne d'Élisabeth, dans le contexte de la guerre anglo-espagnole.

## Descendance cognatique d'Henri VII
La descendance des deux filles d'Henri VII qui atteignirent l'âge adulte, Marguerite et Marie, fut la première et principale issue de la succession.

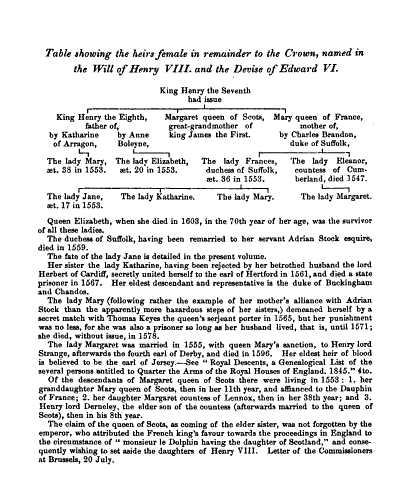
Explication partielle des descendants de Marie Tudor

### La revendication de Lennox
Marie Ire d'Angleterre était décédée sans parvenir à faire nommer par le parlement sa successeure préférée et cousine germaine, Margaret Douglas, comtesse de Lennox. Margaret Douglas était une fille de Margaret Tudor et a vécu jusqu'en 1578, mais est devenue une figure marginale dans les discussions sur la succession d'Élisabeth Ire, qui à aucun moment n'a clarifié les problèmes dynastiques de la lignée Tudor. Lorsqu'en 1565, le fils aîné de Margaret Douglas, Henri Stuart, Lord Darnley, épousa Marie, reine d'Écosse, la « revendication Lennox » fut considérée comme consolidée dans la « revendication Stuart ».

### Les revendications Stuart
Jacques VI était le fils de deux petits-enfants de Margaret Tudor. Arbella Stuart, l'autre prétendante la plus sérieuse à la fin du XVIe siècle, était la fille de Margaret Douglas.
La mère de Jacques VI, Marie, reine d'Écosse, était considérée comme un successeur plausible du trône d'Angleterre. Au début du règne d'Élisabeth, elle envoya des ambassadeurs en Angleterre lorsqu'un parlement fut convoqué, anticipant un rôle pour le parlement dans le règlement de la succession en sa faveur. Marie était catholique romaine et sa proximité avec la succession a été un facteur de complot, faisant de sa position un problème politique pour le gouvernement anglais, finalement résolu par des moyens judiciaires. Elle a été exécutée en 1587. Cette année-là, le fils de Marie, Jacques, atteignit l'âge de vingt et un ans, tandis qu'Arbella n'en avait que douze.

### Les revendications Suffolk
Alors que la lignée Stuart de Jacques et Arbella aurait eu un soutien politique, en 1600, les descendants de Marie Tudor étaient théoriquement pertinents et ne pouvaient être écartés pour des raisons juridiques. Frances Grey, duchesse de Suffolk, et Eleanor Clifford, comtesse de Cumberland, ont toutes deux eu des enfants dans la lignée de succession. Frances et Eleanor étaient les filles de Marie Tudor par son deuxième mari, Charles Brandon, 1er duc de Suffolk. Frances a épousé Henri Grey, 1er duc de Suffolk, et ils ont eu trois filles, Lady Jane Gray (1537-1554), Lady Catherine Gray (1540-1568) et Lady Mary Gray (1545-1578). Parmi celles-ci, les deux plus jeunes ont vécu sous le règne de la reine Élisabeth.
Le premier mariage de Catherine avec le jeune Henri Herbert, 2e comte de Pembroke, une union politique, a été annulé et il n'y avait pas d'enfants. Elle épousa secrètement Edward Seymour, 1er comte de Hertford en 1560. Le couple a été emprisonné séparément dans la Tour de Londres après que Catherine soit tombée enceinte. Deux fils sont nés du mariage, mais tous deux ont été nommés par l'Église d'Angleterre comme étant illégitimes. Après la mort de Catherine en 1568, Seymour est libéré. L'aîné devint Edward Seymour, vicomte Beauchamp ; le plus jeune s'appelait Thomas. La "réclamation Beauchamp" a été maintenue avec plus d'insistance par Thomas, s'appuyant sur une défense contre le jugement d'illégitimité dont il disposait, mais pas pour son frère aîné. Il mourut en 1600. Les rumeurs après la mort d'Élisabeth ont montré que la revendication Beauchamp n'a pas été oubliée.
Lady Mary Gray épousa, sans autorisation royale, Thomas Keyes et n'eut pas de fils. Elle n'avai aucun intérêt pour les prétentions royales.
On pense plus souvent à la famille d'Eleanor Clifford à propos de la succession. Margaret Stanley, comtesse de Derby a eu deux fils, Ferdinando Stanley, 5e comte de Derby et William Stanley, 6e comte de Derby. À l'époque où Margaret Stanley aurait pu être considérée comme candidate à la succession, son nom était généralement « Margaret Strange », d'après le titre de courtoisie de son mari, Lord Strange. Son soutien catholique a été retiré par la revendication Stuart. Cependant, juste avant sa mort en 1593, la revendication de son mari Henry Stanley, 4e comte de Derby était promue par Sir William Stanley et William Allen.
La position de Ferdinando dans la succession a ensuite conduit à ce qu'il soit approché dans le complot superficiel de Hesketh pour prendre le pouvoir, en septembre 1593. Sa fille, Anne Stanley, comtesse de Castlehaven, participa aux discussions légalistes et hypothétiques de la succession.

## Les revendications yorkistes
Au début du règne de la reine Élisabeth, il y eut un certain intérêt pour un prétendant de la maison d'York. Henry Hastings (3e comte de Huntingdon), ne pouvait prétendre qu'en se basant sur l'idée qu'Henri VII était un usurpateur plutôt qu'un roi légitime, mais il avait quelques partisans, avant les lignées Tudor, Stuart et Suffolk. Margaret Pole, comtesse de Salisbury, survivante des Plantagenet, était son arrière-grand-mère (du côté de sa mère), et son grand-père paternel était Richard, duc d'York. Le diplomate espagnol Álvaro de la Quadra, sur les comptes duquel les premières intrigues autour de la succession ont été reconstituées, considérait que Robert Dudley, beau-frère d'Hastings, poussait la reine en mars 1560 à faire d'Hastings son successeur, contre son gré.

## Les revendications de Lancastre à travers Jean de Gand
L'enjeu politique majeur du règne de Richard II d'Angleterre, lorsque son oncle Jean de Gand, aurait revendiqué le trône et aurait ainsi renversé le principe de primogéniture, est relancé dans le cadre de la succession élisabéthaine, après sept générations. La fille aînée de Jean de Gand s'étant mariée dans la maison portugaise d'Aviz, l'une de ses descendantes était l'infante d'Espagne, Isabelle-Claire-Eugénie d'Autriche. La légitimité de la revendication d'Isabelle a été sérieusement mise en avant. Une justification donnée pour la rébellion d'Essex était que la revendication de l'infante avait gagné du terrain auprès d'Élisabeth et de ses conseillers,.

## Acte successoral de 1543
Le Troisième Acte de Succession de 1543 était le troisième acte de ce genre du règne d'Henri VIII. Il a approuvé les dispositions du dernier testament d'Henri (quelles qu'elles soient) en attribuant l'ordre de succession, après la mort d'Élisabeth. Il soutint en conséquence en termes parlementaires les prétentions successorales de lady Catherine Grey, protestante et née en Angleterre, sur celles de Marie, reine d'Écosse. De plus, cela signifiait que les revendications Stuart étaient désavantagés par rapport à celles des Suffolk, bien que Jacques VI descende de la fille aînée d'Henri VII.
Mettre de côté le testament aurait, en effet, menacé les perspectives de Jacques VI, en ouvrant un nouveau front juridique. Il précisait en effet la préférence pour les descendants de Marie, plutôt que ceux Marguerite. Cependant, en son absence, la question de la succession ne pouvait être traitée comme une question de droit écrit. Si cela était laissé à la common law, la question de savoir comment Jacques, un étranger, pouvait hériter, aurait pu être posée plus sérieusement.
Il n'y avait pas de loi du Parlement équivalente à l'époque d'Élisabeth. Elle n'a pas suivi le précédent acte établi par son père en autorisant un débat parlementaire sur le sujet de la succession, mais a plutôt essayé activement de le museler tout au long de son règne. Paul Wentworth a explicitement contesté sa position sur la question dans les questions posées à la Chambre des communes en 1566.
En 1563, William Cecil rédige un projet de loi prévoyant que le Conseil privé dispose de larges pouvoirs si la reine meurt sans héritier, mais il ne le propose pas. Le Parlement a demandé à la reine de nommer son successeur, mais elle ne l'a pas fait. Un projet de loi a été adopté par le Parlement en 1572, mais la reine a refusé son assentiment. Au début des années 1590, Peter Wentworth a tenté de poser à nouveau la question, mais le débat a été brutalement interrompu.

## Traités de succession
La discussion sur la succession fut fortement découragée et devint dangereuse, mais elle ne fut pas entièrement supprimée. Au cours des deux dernières décennies du siècle, le Conseil privé a été actif contre les brochures et la littérature en circulation privée sur le sujet. John Stubbs, qui a publié sur la question du mariage de la reine, a évité l'exécution en 1579 mais a eu une main coupée et était emprisonné dans la Tour de Londres jusqu'en 1581. Cette année-là, le Parlement a adopté la Loi contre les propos séditieux et les rumeurs proférées contre la Très Excellente Majesté de la Reine. La publication de livres jugés séditieux est devenue un crime.
Une grande partie des écrits était donc anonyme ; sous forme de manuscrit ou, dans le cas d'arguments catholiques, introduits clandestinement dans le pays. Certains ont été publiés en Écosse. Le Commonwealth de Leicester (1584), par exemple, un tract diffusé illégalement attaquant le favori de la reine, Robert Dudley, comte de Leicester, s'est grandement consacré à plaider pour les droits de succession de Marie, reine d'Écosse.
Un certain nombre de traités, ou « tracts de succession », ont circulé. Parmi une vaste littérature sur la question, Edward Edwards, bibliothécaire, en a choisi cinq qui ont été des contributions majeures. Celui de Hales reflétait un point de vue puritain (il a été considéré comme dérivé de John Ponet) ; et il a en grande partie fixé les termes du débat ultérieur. Les quatre autres ont développé les cas pour les successeurs catholiques.

### Le tract Hales
John Hales a écrit un discours à prononcer à la Chambre des communes en 1563. Il était un partisan du comte de Hertford, dans le droit de sa femme, l'ancienne Lady Catherine Grey, grâce aux efforts de Lord John Grey, l'oncle et tuteur de Lady Catherine Grey, qui a tenté de faire valoir qu'elle était l'héritière royale au début du règne d'Élisabeth, encouragant la colère de la reine. Ce manuscrit portait sur la question de l'ancien statut De natis ultra mare. Il a eu une influence dans le débat qui a suivi, mais l'interprétation de la loi est devenue importante. Cela a également provoqué une fureur et des envies de complot. Hales ne pouvait qu'être amené à dire qu'il avait montré un projet à John Grey, à William Fleetwood, l'autre député du même arrondissement, et à John Foster, qui avait été l'un des députés de Hindon. Walter Haddon a appelé l'arrestation de Hales et les autres qui ont suivi la Tempestas Halesiana. Hales était assez complexe, utilisant des arguments juridiques pour écarter les revendications écossaises, et s'appuyant également sur les recherches à l'étranger de Robert Beale pour rouvrir la question du mariage Hertford. Francis Newdigate, qui avait épousé Anne Seymour, duchesse de Somerset, a été impliqué dans l'enquête, mais n'a pas été emprisonné ; à l'inverse de Hales. Il passa un an à la Fleet Prison et à la Tour de Londres, et le reste de sa vie fut assigné à résidence.

### Le cas d'un successeur catholique

#### Les premiers tracts
John Lesley a écrit au nom de Marie, reine d'Écosse : Une défense de l'honneur de la très haute, puissante et noble princesse Marie (1569), qui a vu son impression à Londres empêchée par Lord Burghley. Elle souleva notamment les tensions entre l'Acte de succession de 1543 et les testaments réels laissés par Henri VIII. Élisabeth n'accepterait pas le degré implicite de contrôle parlementaire de la succession. De plus amples discussions sur la succession ont été interdites par la loi, à partir de 1571. Un travail connexe, par Thomas Morgan (supposé), ou Morgan Philipps (supposé), pour Marie reine d'Écosse, fut aussi imprimé selon le travail de Lesley en 1571. Les arguments de Lesley remontaient en fait à Edmund Plowden, et avaient été simplifiés par Anthony Browne.

### Le tract Doleman

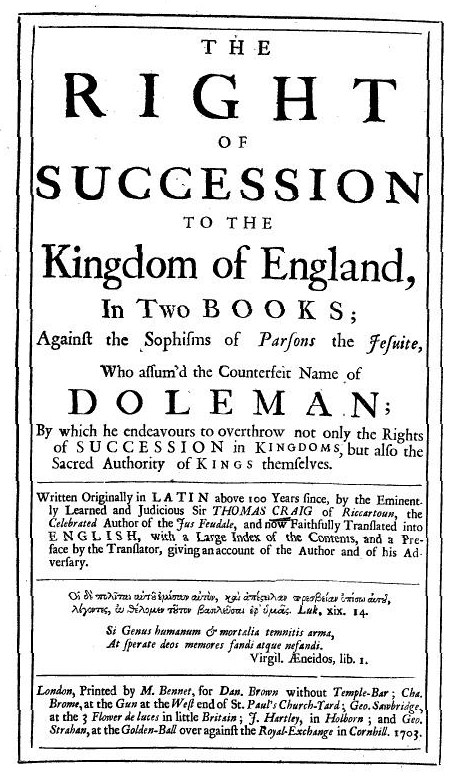
Page de titre de 1703, traduction anglaise d'un ouvrage latin de Sir Thomas Craig, une réponse à la conférence sur la prochaine succession à la couronne d'Angleterre (1595) de Robert Persons sur la succession d'Elizabeth I

Les arguments ont naturellement changé après l'exécution de la reine Mary. Il a été noté que les partisans protestants de Jacques VI ont repris les points de discussion précédemment utilisés par ses partisans; tandis que les catholiques ont utilisé certains arguments qui avaient été employés par les protestants.
Un pas important est franchi dans le Traité de succession de Robert Highington, en faveur de la ligne passant par la maison de Portugal. La conférence pseudonyme de Robert Persons sur la prochaine succession à la couronne d'Angleterre, par R. Doleman (comprenant peut-être des co-auteurs, 1595), était contre la demande de James VI. Il a cité les arguments de Highington, contre ceux de Hales et Sir Nicholas Bacon. Ce travail a fait un effort apparent pour discuter équitablement des candidats, y compris l'infante d'Espagne, Isabella Clara Eugenia. Il a été pris par certains en Angleterre pour impliquer que la mort d'Elizabeth pourrait conduire à la guerre civile. Une préface suggérait que Robert Devereux, 2e comte d'Essex pourrait être une influence décisive. La circonstance a eu une mauvaise incidence sur l'Essex avec la reine. Il cherchait également à saper Burghley en suggérant qu'il était un partisan d'Arbella Stuart et traitait avec acuité les problèmes Lancaster/York.

## Autre littérature
Le complot de Gorboduc (1561) a souvent été perçu comme une contribution au débat de succession. Ce point de vue, tel qu'exposé par Axton, a conduit à beaucoup plus de débats. La pièce de théâtre a été donnée pour la reine en 1562 et publiée plus tard. Stephen Alford soutient qu'il s'agit d'un « texte de succession » généralisé, avec des thèmes de mauvais conseils et de guerre civile. Du point de vue de la critique littéraire élisabéthaine et jacobée, il a été soutenu qu'il est important de savoir quand la succession était un problème d'intérêt public, jusque sous le règne de Jacques Ier, et sous quelle forme le drame, en particulier, pourrait exprimer des commentaires à ce sujet. En particulier, Hopkins souligne que Macbeth et King Lear, tous deux liés à la légitimité et à la politique dynastique, ont été écrits dans les premières années du règne de Jacques.
Le terme « jeu de succession » est maintenant largement appliqué aux drames de l'époque qui se rapportent à une succession royale. Les pièces ainsi mentionnées comprennent, entre autres œuvres de Shakespeare, Hamlet ; Henri V ; Songe d'une nuit d'été à travers l'allégorie et la figure de Titania ; et Richard II comme cas atypique. Une autre pièce plus récente qui pourrait être lue de cette manière est Perkin Warbeck (1634) de John Ford.
Le poète Michael Drayton a fait allusion à la succession dans Englands Heroicall Epistles (1597), d'une manière maintenant considérée comme une incursion brutale dans la politique. Dans ce document, des lettres imaginaires en distiques sont échangées par des personnages historiques. Hopkins voit ce travail comme une "chaîne généalogique" menant à la question de la succession, et souligne la discussion détaillée de la revendication Yorkist, dans les annotations aux épîtres entre Marguerite d'Anjou et Guillaume de la Pole, 1er duc de Suffolk.

## Situation à la fin du siècle
Les théories sur la succession ont dû être constamment révisées à partir de la fin des années 1590. Les spéculations étaient larges et la distribution des personnages a changé de statut.

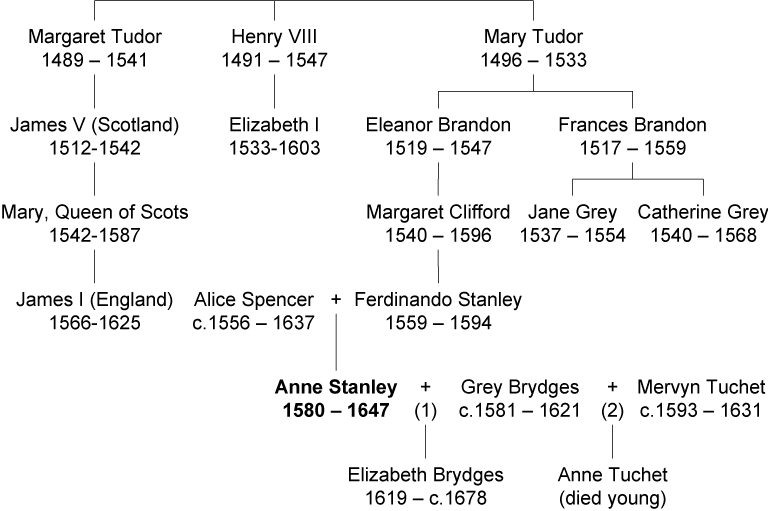
Anne Stanley dans un contexte généalogique

Le tract Doleman de 1594 a suggéré une résolution à la question de la succession : le revendicateur du Suffolk William Stanley, 6e comte de Derby devrait épouser l'infante d'Espagne. Stanley, cependant, s'est marié l'année suivante. Charles Emmanuel Ier, duc de Savoie, gendre de Philippe II d'Espagne, devient veuf en 1597. L'opinion catholique a suggéré qu'il pourrait épouser une prétendante, Lady Anne Stanley (la nièce du comte), ou Arbella Stuart.
Thomas Wilson a écrit dans un rapport The State of England, Anno Domini 1600 qu'il y avait 12 "concurrents" pour la succession. Son décompte comprenait deux Stuart (James et Arbella), trois des Suffolks (deux demandeurs de Beauchamp et le comte de Derby) et George Hastings, 4e comte de Huntingdon, frère cadet du 3e comte mentionné ci-dessus. Les six autres étaient :
- Charles Neville, 6e comte de Westmorland via Jean de Gand
- Henry Percy, 9e comte de Northumberland via Edmund Crouchback
- António, prieur de Craton, neveu d'Henri, roi de Portugal, via Jean de Gand ; et avec les revendications connexes
- Ranuce Ier Farnese, duc de Parme
- Philippe III d'Espagne
- L'infante d'Espagne.

Ces six personnes ont peut-être toutes été considérées comme des candidats catholiques (Percy n'était en fait pas catholique, bien qu'issu d'une famille catholique).
Parmi ces prétendants, Thomas Seymour et Charles Neville sont décédés en 1600. Aucune des revendications ibériques n'a abouti. Le duc de Parme était l'objet des mêmes spéculations que le duc de Savoie ; mais il se maria en 1600. Arbella Stuart était sous la garde de Bess de Hardwick, et Edward Seymour sous la garde de Richard Knightley, dont la seconde épouse Elizabeth était l'une de ses sœurs.